# Пътят към ада е покрит с добри намерения
„Пътят към ада е постлан с добри намерения“ е крилата фраза, чието авторство се приписва обичайно на английския писател Самуел Джонсън.
Уолтър Скот в романа си „Ламермурската невеста“ го приписва вариативно на един английски богослов от 17 век – Джордж Херберт.
|  | Тази страница частично или изцяло представлява превод на страницата „Благими намерениями вымощена дорога в ад“ в Уикипедия на руски. Оригиналният текст, както и този превод, са защитени от Лиценза „Криейтив Комънс – Признание – Споделяне на споделеното“, а за съдържание, създадено преди юни 2009 година – от Лиценза за свободна документация на ГНУ. Прегледайте историята на редакциите на оригиналната страница, както и на преводната страница, за да видите списъка на съавторите. ВАЖНО: Този шаблон се отнася единствено до авторските права върху съдържанието на статията. Добавянето му не отменя изискването да се посочват конкретни източници на твърденията, които да бъдат благонадеждни. |